# Richard Louis
Richard Louis (* 6. Januar 1964; † 3. Januar 2025 in Florida) war ein aus Barbados stammender Leichtathlet. Mit der barbadischen 4-mal-400-Meter-Staffel wurde er Sechster bei den Olympischen Spielen 1984.

## Sportliche Laufbahn
1982 belegte er mit der Staffel den fünften Platz bei den Commonwealth Games. Bei den Olympischen Spielen 1984 schied er im 400-Meter-Lauf mit 46,70 Sekunden im Vorlauf aus. Die 4-mal-400-Meter-Staffel in der Besetzung Richard Louis, David Peltier, Clyde Edwards und Elvis Forde erreichte das Finale und belegte dort den sechsten Platz, die Zeit war auch 2025 noch bestehender Landesrekord. Vier Jahre später schied er bei den Olympischen Spielen 1988 erneut im Vorlauf aus. Mit der Staffel lief er die elftschnellste Zeit im Halbfinale und verpasste den Finaleinzug.
Louis starb am 3. Januar 2025 im Alter von 60 Jahren in Florida.